# 唐仰杜

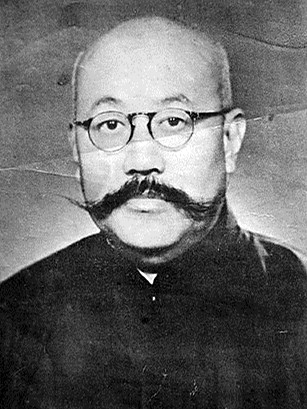
唐仰杜

唐仰杜（1888年—1951年4月29日），字露岩，回族，山东邹县人，生于四川成都。中华民国政治人物。

## 生平

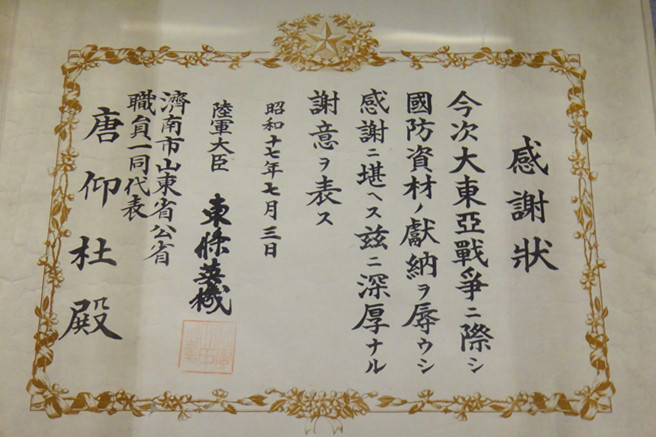
日本陆军大臣东条英机给山东省省长唐仰杜的感谢状

唐仰杜的父亲在清朝末年在四川省任知府，唐仰杜即生于四川成都。在京師译学館学习俄語後，中举人，被授予学部七品京官。
中華民国成立後，唐仰杜任山東省議会議員。1923年（民国12年）4月，任山東省会市政厅总办。国民政府北伐期间济南事件发生，唐仰杜因有責任而辞職。此後，一度在山東省政府主席韓復榘手下的北寧铁路局担任文書科長，不久便辞職。
1937年12月，侵华日军占领济南。1938年3月，山東省公署成立，隶属于由日本在北京扶植成立的中華民国臨時政府，唐仰杜被任命为財政厅厅長。1939年1月，唐仰杜改任山東省省長，成为继馬良之後任的第二任由日本人扶植的山东省长，负责省内的治安強化及扫荡中國共產黨的工作。
1940年（民国29年）3月，臨時政府同汪精卫的南京国民政府合流，唐仰杜继续担任山東省省長。同年9月，兼任華北政務委員会委員。翌年，日本方面认为其貢献很大，東條英機为他亲笔题赠感謝状。1945年（民国34年）2月，他改任華北政務委員会工務总署督办。同年中，任全国经济委員会常務委員。
日本投降、汪精卫政权崩溃後，唐仰杜被蒋介石的国民政府在北平逮捕，押送南京，然而没有判刑，而是继续收监。中華人民共和国成立後，唐被移送济南，交山東省人民法院審理。1951年4月12日，唐以漢奸罪被判处死刑，4月29日執行，享年64岁。